# Decebal Anastasescu
Decebal Anastasescu (n. 27 iunie 1926, Lugoj, Regatul României - d. 24 ianuarie 2021, Timișoara, România), a fost un inginer, profesor universitar și politician român.

## Biografie
S-a născut la Lugoj. Dupa absolvirea Liceului C. D. Loga din Timisoara, în 1945, și-a continuat studiile la Facultatea de Construcții a Institutului Politehnic din Timișoara, absolvind în 1950 ca șef de promoție.
După absolvire a început o carieră în învățământul superior la Facultatea de Construcții, unde a predat discipline precum Rezistența Materialelor, Mecanica Teoretică și Statica Construcțiilor. Cu toate acestea, în 1959, a fost îndepărtat din învățământ din motive politice, într-o perioadă marcată de schimbări politice în România.
Începând din 1951, și-a început activitatea în domeniul proiectării, lucrand inițial la IPROMIN, unde a contribuit la proiectarea de lucrări specifice industriei miniere. Ulterior, în 1956, a început să lucreze la Filiala IPCH Timișoara, concentrându-se pe proiectarea structurilor pentru lucrările hidrotehnice.
Ulterior, și-a continuat cariera la IRPT, care ulterior a devenit DSAPCT și IPROTIM, contribuind la proiectarea unei largi varietăți de construcții. În 1966, a fost avansat la gradul de consilier, păstrându-și totodată implicarea ca proiectant.
Între anii 1966 și 1970, a fost angajat și la Filiala ISPE Timișoara, în calitate de consilier, aducându-și expertiza în diverse proiecte.
A participat la activitatea Asociației Internaționale pentru Clădiri Înalte și și-a susținut teza de doctorat cu titlul „Calculul Cadrului Spațial de Beton Armat pe Reazeme Deplasabile” în 1973.
În 1990, timp de cateva luni, a fost ales prefect al județului Timiș.
În 1996, i s-a conferit titlul de profesor onorific la Facultatea de Construcții din Timișoara.
În 2016 a devenit cetățean de onoare al orașului Timișoara.
A decedat pe 24 ianuarie 2021, fiind înmormântat în Cimitirul Calea Buziașului din Timișoara. 

## Munca
Printre clădirile proiectate de Decebal Anastasescu se numără:
- Hotelul Continental din Timișoara;
- Universitatea de Vest din Timișoara;
- Spitalul Clinic Județean Timișoara;
- Podul Michelangelo din Timișoara;
- Castelul de apă din Lugoj.[9][10]

## Publicații
- Decebal Anastasescu, Constantin Avram - Structuri spațiale (1978), Editura Academiei Republicii Socialiste România.